# Lysekil
Lysekil és una ciutat portuària sueca situada a la província històrica de la Bohuslän. Té prop de 8.000 habitants, i és seu de la comuna de Lysekil. Queda situada en el marge nord del fiord Gullmarn.

## Economia
L'economia de Lysekil està dominada pel turisme, pesca, investigació marítima i indústria petroquímica, destacant la refineria Preemraff, la més gran d'Escandinàvia.

## Turisme a Lysekil
- Havets Hus – aquari amb túnel on es poden veure taurons.[3][4]